# 螣蛇十一
仙后座σ，又名BD+54 3082，HD 224572、SAO 35947、HR 9071，是仙后座的一颗恒星，视星等为4.88，位于銀經115.55，銀緯-6.36，其B1900.0坐标为赤經23h 53m 56s，赤緯+55° -6.36′ 54″。